# Christina Gerarda Enschedé
Christina Gerarda Enschedé (* 10. Dezember 1791 in Haarlem; † 6. März 1873 ebenda) war eine niederländische Zeichnerin und Aquarellistin.

## Leben

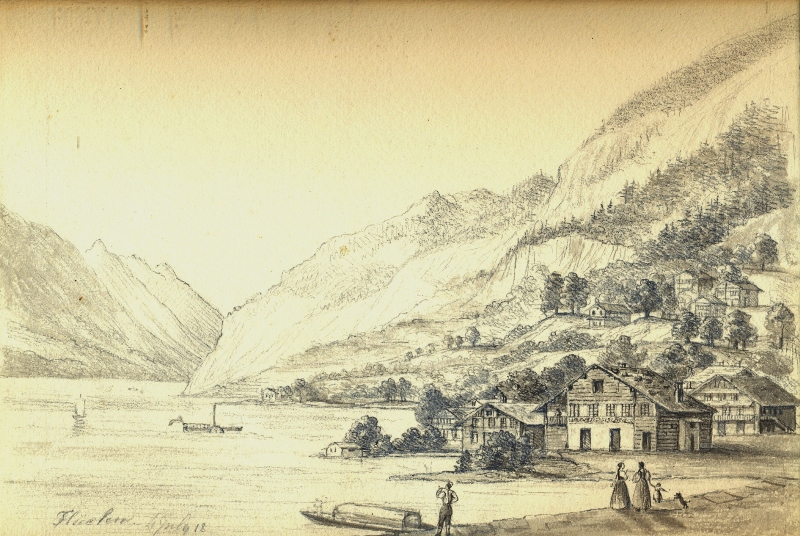
Vierwaldstätter See, 1838

Christina Gerarda Enschedé wurde am 10. Dezember 1791 in Haarlem geboren. Sie war die dritte Tochter des Stadtdruckers Johannes II Enschedé (1750–1799) und von Johanna Elisabeth Swaving (1754–1826) sowie das fünfte von neun Kindern des Paares. Sie blieb unverheiratet und wuchs in einer wohlhabenden und gebildeten Familie im Umfeld der Haarlemer Druckerei auf, die das Oprechte Haarlemsche Courant herausgab. In ihrem Haus traf sich regelmäßig die Familie, oft gab es Musik- und Theateraufführungen. In ihren Tagebüchern hielt Christina Gerarda Enschedé nicht nur die Temperaturen der Außenluft fest, sondern notierte auch präzise alle Beschwerden und Krankheiten der Familienmitglieder. Ihr Interesse an Sozialarbeit spiegelt sich in einer von ihr organisierten Handarbeitslotterie wider.
Als nach ihrem Tod ihr Besitz versteigert wurde, fanden sich neben sehr gut erhaltenen Haushaltswaren auch eine Bibliothek mit einer großen Anzahl von Reiseberichten und mehrere Atlanten. Enschedé reiste gerne und berichtete ausführlich über ihre Eindrücke. Zudem fertigte sie in ihren Skizzenbüchern Zeichnungen von dem an, was sie auf ihren Reisen sah. Neben Reisen ins Ausland zeichnete sie auch am Strand von Scheveningen sowie die Umgebung von Nijmegen, Rhenen und Wolfheze.

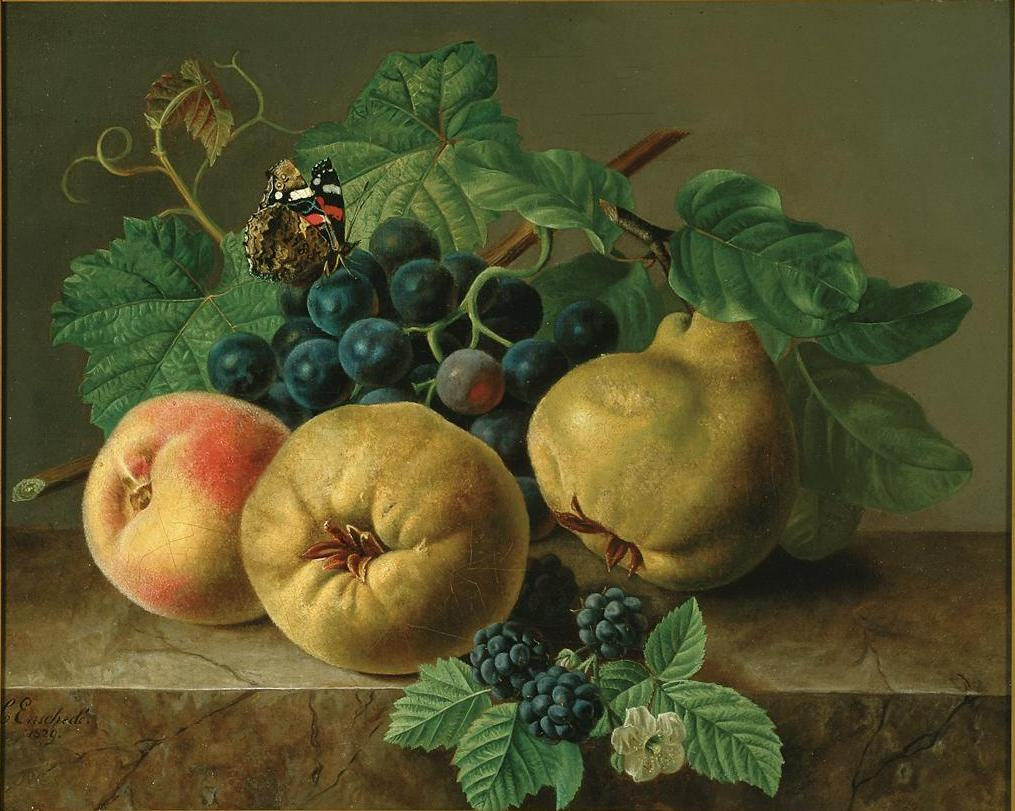
Stillleben mit Früchten, 1828

Zeichnen gehört in der Familie Enschedé zur Tradition. Viele ihrer Verwandten zeichneten. Von ihrem Bruder Johannes III. Enschedé und ihrem Cousin Johannes IV. Enschedé sind viele Skizzen und Karikaturen erhalten. Sie galt auch als Vorbild für eine Reihe weiblicher Verwandter, für die das Zeichnen als angemessener Zeitvertreib galt. Von Christina Gerarda Enschedé befindet sich ein Ölgemälde in der Sammlung des Frans-Hals-Museums. Es handelt sich um ein Blumenstillleben. Sie schenkte dieses Werk 1829 dem Haarlemer Dichter Jan van Walré (1759–1837), dem Schwiegervater ihres Bruders Johannes III. Enschedé, der ein lyrisches Gedicht darüber schrieb. Darüber hinaus ist sie vor allem für Zeichnungen und Aquarelle von Landschaften und Blumenarrangements bekannt, die mit feiner, botanischer Präzision gezeichnet und oft in einer Anordnung von Formkontrasten dargestellt sind, beispielsweise Narzissen und Stockrosen.
Christina Gerarda war 81 Jahre alt, als sie am 6. März 1873 starb. Sie wurde auf dem allgemeinen Friedhof Kleverlaan in Haarlem beigesetzt.